# الاداگود
الاداگود (به انگلیسی: Aladagudde) یک روستا در هند است که در کارناتاکا واقع شده‌است.